# ダム管理主任技術者
ダム管理主任技術者（ダムかんりしゅにんぎじゅつしゃ）とは、河川法の規定により利水ダムに置かれる管理主任技術者のこと。

## 概要
水力発電やかんがい用水など、流水の貯留や取水のために設置されるダム（高さ15メートル以上）について、ダムの維持、操作その他の管理を適正に行うためにダム設置者が配置し、河川管理者に届け出なければならない。

## 資格
- 大学、高等専門学校などで正規の土木に関する課程を修めて卒業後、ダムまたは河川の管理に関し3年以上の実務経験者
- 高校、旧制中学において、正規の土木に関する課程を修めて卒業後、ダムまたは河川の管理に関し5年以上の実務経験者
- 国土交通大臣の定める要件（学歴、実務経験）を満たし、ダム管理技士試験（後述）に合格した者
- 国土交通大臣の定める要件（学歴、実務経験）を満たし、ダム管理主任技術者研修（後述）を修了した者
- 国土交通大臣が最初の2つに規定する者と同等以上の知識と経験を有する者と認めた者。学歴と実務経験について細かい認定基準がある。

## ダム管理技士試験
一般財団法人水源地環境センターが行う。

### 試験内容
学科と実技があり、実技は当年度と前年度の学科合格者が受験できる。学科は8月中旬頃、実技は10月～11月の3日間

### 受験資格
- 大学、高等専門学校などで土木工学に関する課程を修めて卒業後、ダムまたは河川の管理に関し2年以上の実務経験者
- 大学、高等専門学校などを卒業後、ダムまたは河川の管理に関し3年以上の実務経験者
- 高校で土木工学に関する課程を修めて卒業後、ダムまたは河川の管理に関し3年以上の実務経験者
- 高校を卒業後、ダムまたは河川の管理に関し3年以上の実務経験者
- ダムまたは河川の管理に関し8年以上（うちダム管理業務3年以上）の実務経験者

### 試験科目
学科
1. ダムに関する法律制度に関する事項
2. ダム及びその付帯設備並びにダムを操作するために必要な機械、器具等に関する事項
3. ダム貯水池における水質汚濁、地すべり、堆砂等に対する対策に関する事項
4. ダムを操作するために必要な気象及び水象に関する情報の収集及び解析並びにダムの操作に関する事項

実技
1. ダム管理用制御処理設備のシミュレータを用いたダム洪水時の操作実技
2. ダム管理に必要な予測計算、判断力等

## ダム管理主任技術者研修
ダム職員のために一般財団法人全国建設研修センターが行う。

### 研修内容
学科と実技があり、両方の効果測定（試験）に合格することが修了の要件。学科は4月中旬頃の5日間（年1回）、実技は5月～7月の3日間（年20回）

### 教科目
学科
1. 気象情報と利用
2. ダム管理法規
3. ダム管理業務諸規程・ダム基本操作
4. 水分観測・流出予測
5. ダムの水理構造物機能・管理・堆砂
6. 貯水池管理

実技
1. 実技訓練